# Birger Ljungberg
Birger Ljungberg, norveški general, * 1884, † 1967.